# Valérie Barlois
Valerie Barlois, född den 28 maj 1969 i Melun i Frankrike, är en fransk fäktare som bland annat tog OS-guld i damernas lagtävling i värja i samband med de olympiska fäktningstävlingarna 1996 i Atlanta.